# Degeberga
Degeberga är en tätort i Kristianstads kommun och kyrkby i Degeberga socken i Skåne.

## Historia
Ortnamnet har tolkats som innehållande diger (stor) eller deghia (sumpmark) samt berg och kan betyda ”de stora backarna”. Byn finns nämnd i flera dokument på 1300-talet men det lär ha funnits bofast jordbruksbefolkning tidigare än så. Bebyggelsen på orten har troligtvis börjat tidigast på medeltiden och den romanska absidkyrkan kan vara redan från 1200-talet. Kyrkan är dock helt ombyggd, det är bara tornet från 1300-talet som återstår. I trakten kring Degeberga finns cirka 15 fornlämningar, bland annat bronsåldershögar, ett järnåldersgravfält med resta stenar och en skeppssättning.

### Befolkningsutveckling
| Befolkningsutvecklingen i Degeberga 1960–2020 | Befolkningsutvecklingen i Degeberga 1960–2020 | Befolkningsutvecklingen i Degeberga 1960–2020 | Befolkningsutvecklingen i Degeberga 1960–2020 | Befolkningsutvecklingen i Degeberga 1960–2020 |
| --------------------------------------------- | --------------------------------------------- | --------------------------------------------- | --------------------------------------------- | --------------------------------------------- |
|                                               |                                               |                                               |                                               |                                               |
| År                                            |                                               |                                               | Folkmängd                                     | Areal (ha)                                    |
| 1960                                          | 1960                                          |                                               | 588                                           |                                               |
| 1965                                          | 1965                                          |                                               | 773                                           |                                               |
| 1970                                          | 1970                                          |                                               | 889                                           |                                               |
| 1975                                          | 1975                                          |                                               | 1 151                                         |                                               |
| 1980                                          | 1980                                          |                                               | 1 401                                         |                                               |
| 1990                                          | 1990                                          |                                               | 1 406                                         | 173                                           |
| 1995                                          | 1995                                          |                                               | 1 364                                         | 174                                           |
| 2000                                          | 2000                                          |                                               | 1 346                                         | 174                                           |
| 2005                                          | 2005                                          |                                               | 1 305                                         | 174                                           |
| 2010                                          | 2010                                          |                                               | 1 291                                         | 175                                           |
| 2015                                          | 2015                                          |                                               | 1 328                                         | 212                                           |
| 2020                                          | 2020                                          |                                               | 1 328                                         | 215                                           |
|                                               |                                               |                                               |                                               |                                               |

## Samhället
I Degeberga finns Degeberga kyrka, grundskola med högstadium och ett kommunalt äldreboende. Här finns även serviceinrättningar livsmedelsbutik och vårdcentral.
Bland byggnader finns Gärds härads hembygdspark, skulptören Ivar Johnssons ateljé med skisser och modeller, en smedja, en kvarn och en prästgård. 

## Evenemang
Årliga evenemang är Degeberga marknad och spelmansstämman (alltid helgen före midsommar) som hålls i hembygdsparken. 

## Sport
Sportanläggningar finns i Degeberga-Widtsköfle golfklubb och Idrottsföreningen Degeberga GoIF. I Degeberga finns även en multiarena med fotbollsplan, utegym, löparbana och en padelbana. 

## Bildgalleri

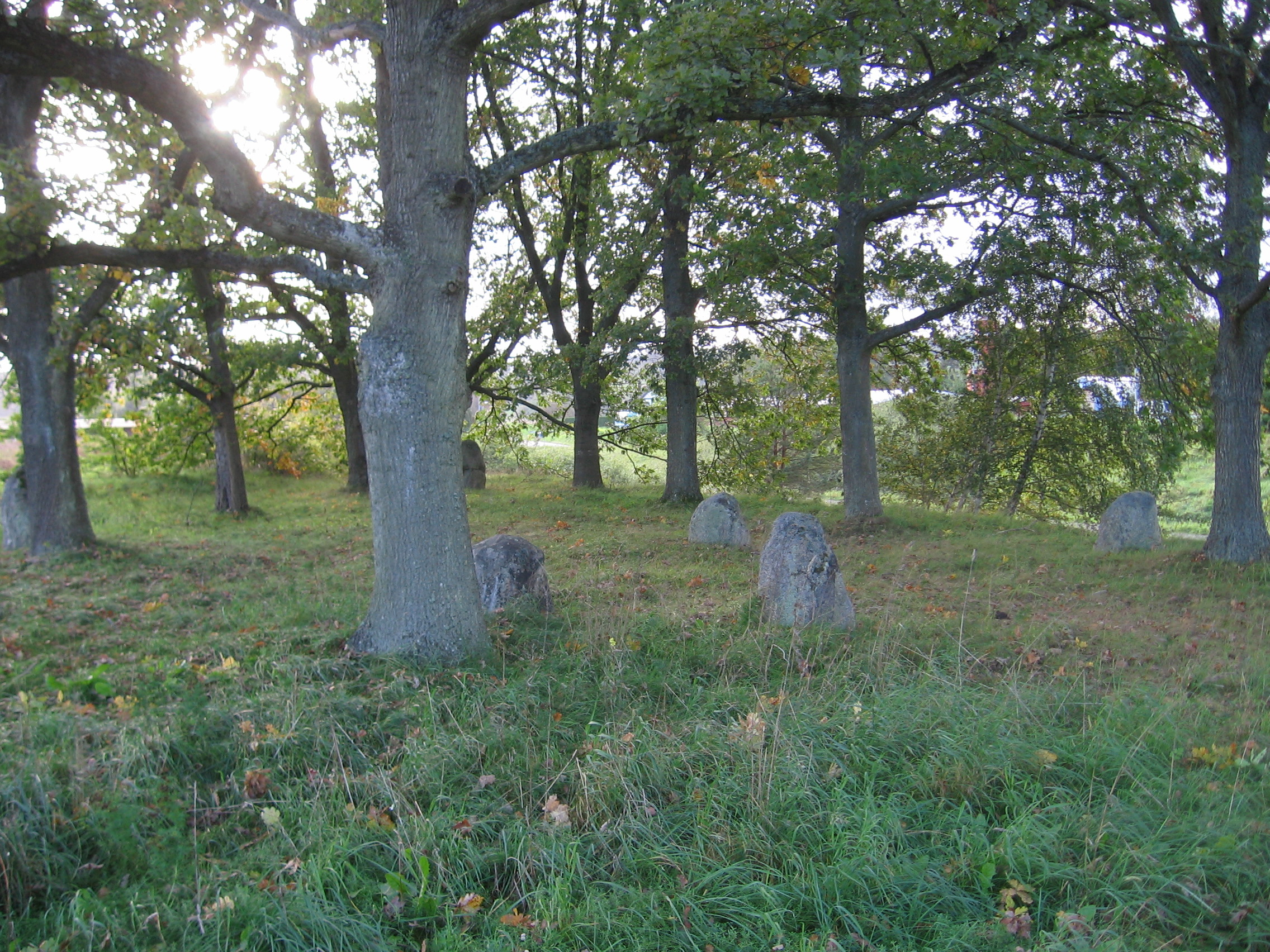
Degeberga domarring
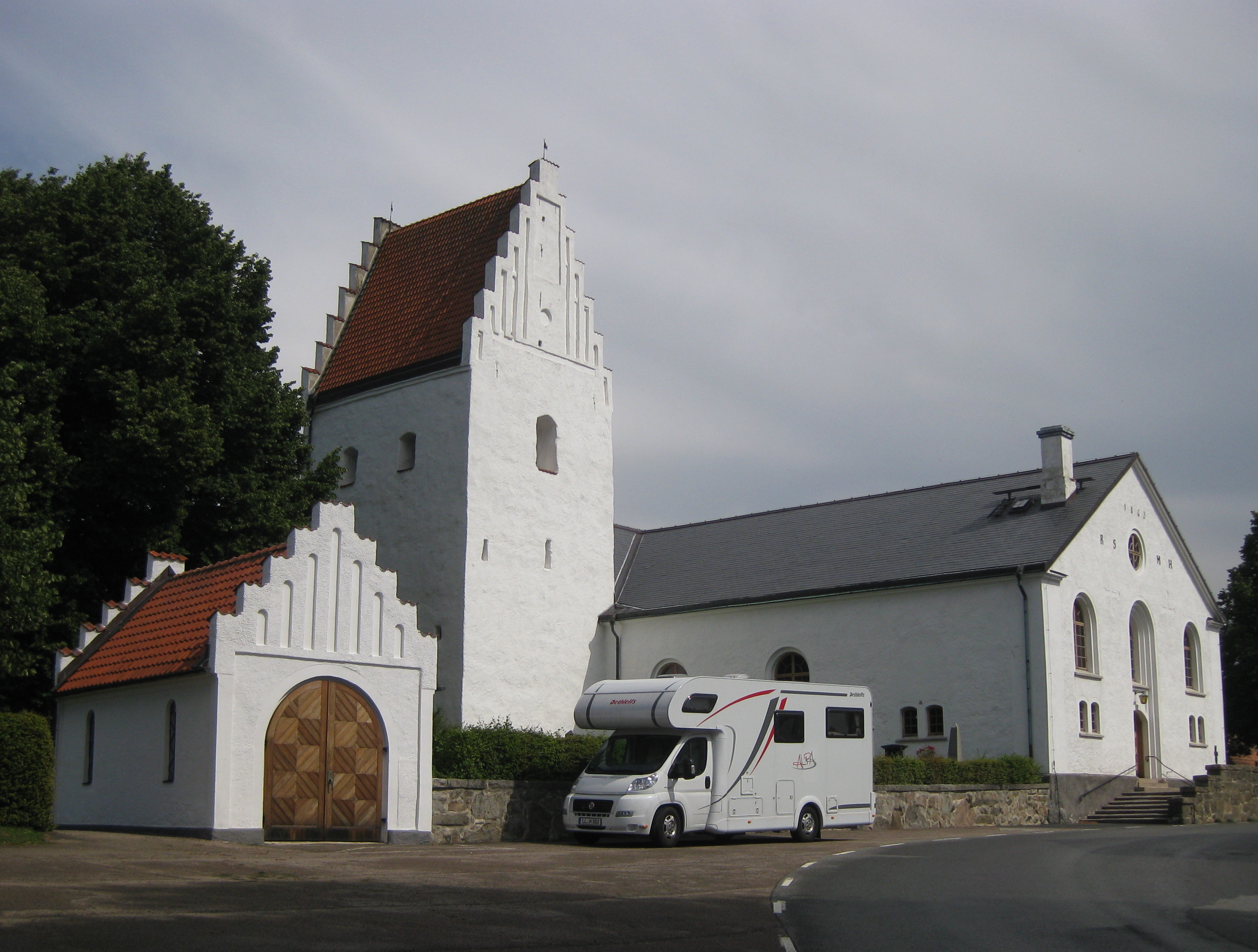
Degeberga kyrka
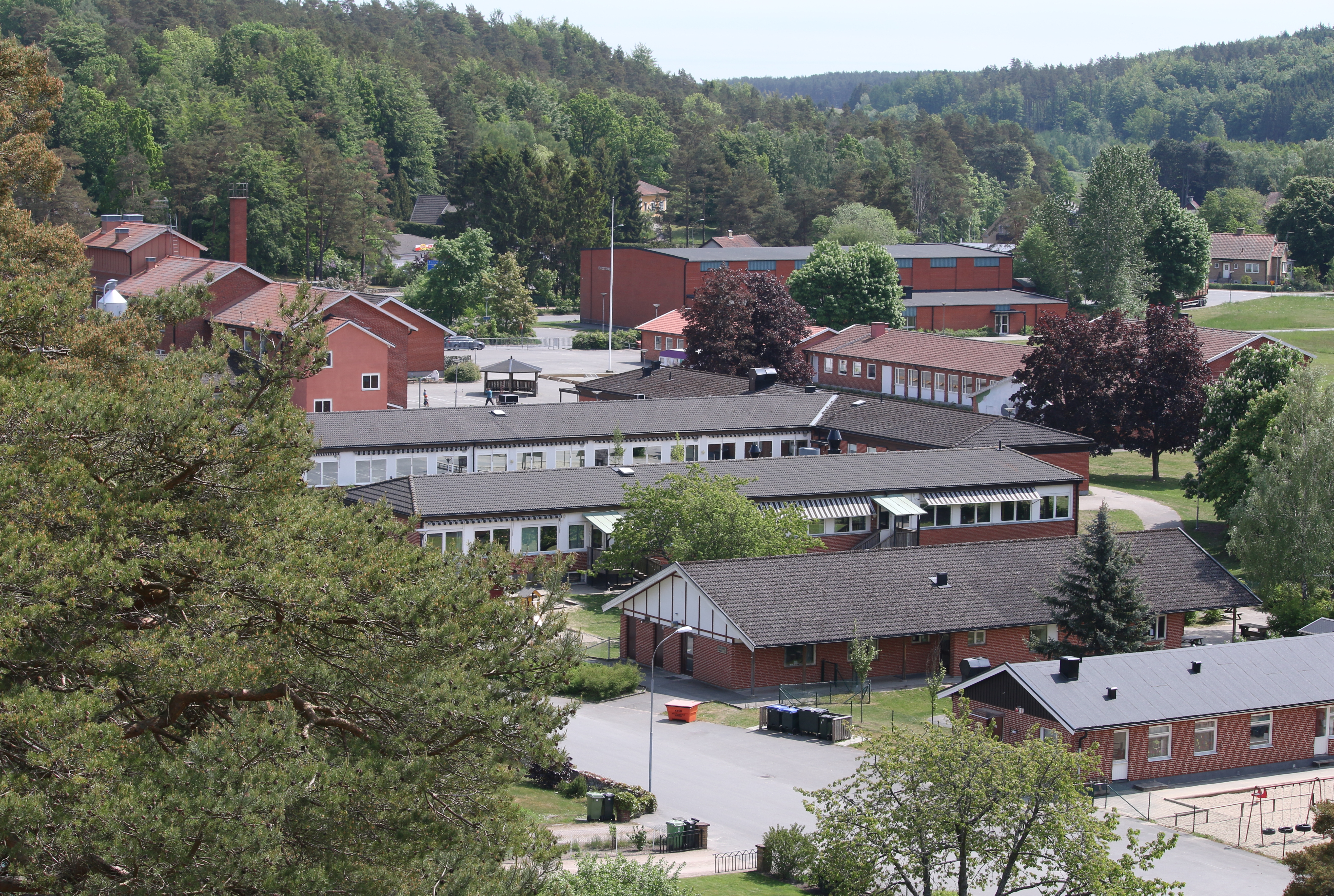
Degeberga skola
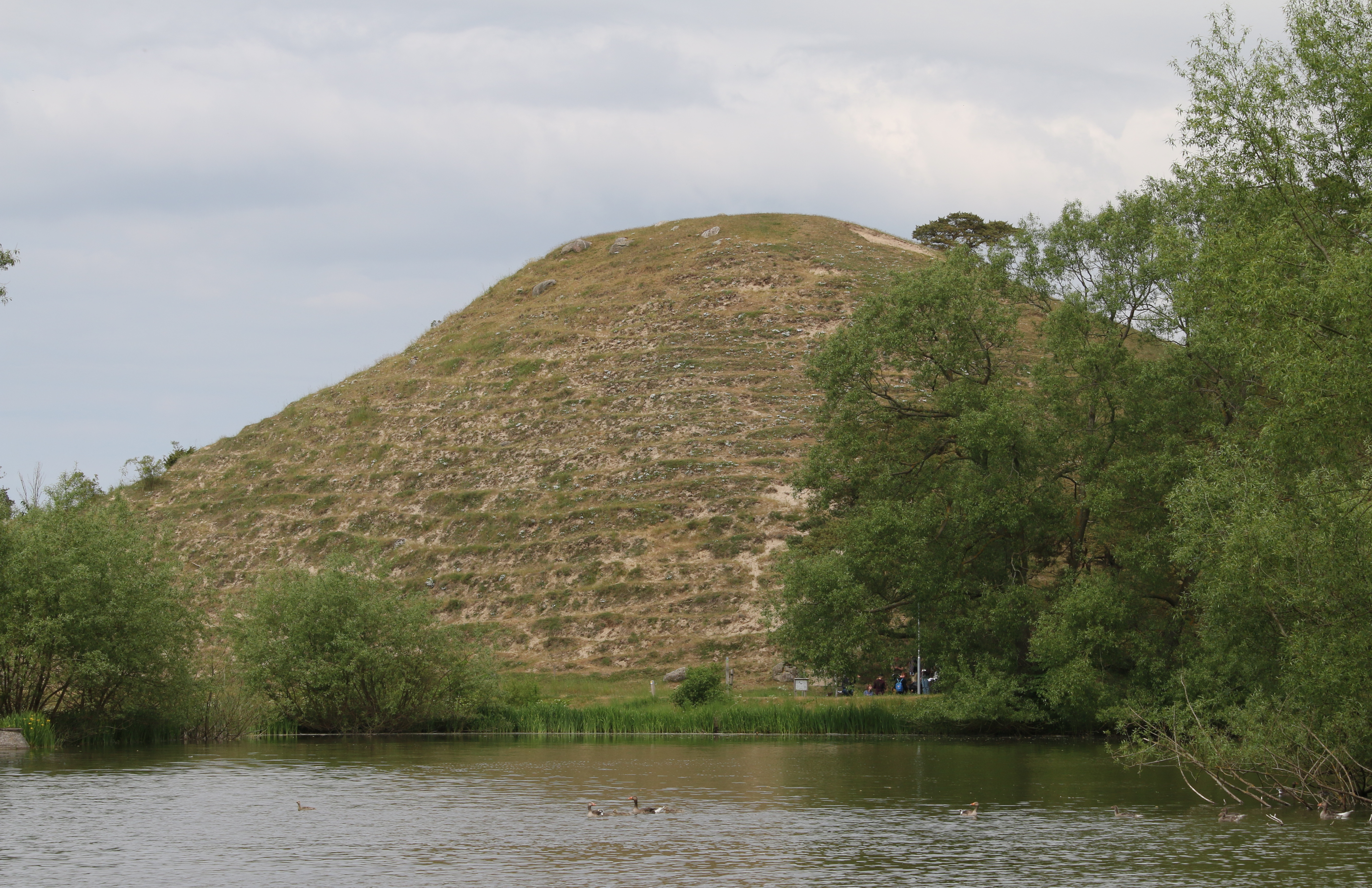
Degeberga backar